# Kapillarimeter
Ein Kapillarimeter ist ein Gerät zur Bestimmung des Wassergehalts einer Bodenprobe bei eingestellter Saugspannung. Der Einsatzbereich reicht in der Praxis bis 0,7 bar bzw. 7 mWS und theoretisch bis 1 bar.

## Funktionsweise
Zwischen Bodenprobe und verstellbarem U-Rohr, das zum Anlegen der Saugspannung dient, befindet sich eine poröse Platte. Wird eine Saugspannung angelegt, stellt sich nach einiger Zeit ein Gleichgewichtszustand ein, indem Wasser aus der Bodenprobe durch die poröse Platte in das U-Rohr fließt (Entwässerung) oder umgekehrt, falls die angelegte Saugspannung niedriger ist als die Bodensaugspannung (Bewässerung). Hat sich nun ein Gleichgewichtszustand eingestellt, kann der Wassergehalt bestimmt werden und der Prozess bei geänderter angelegter Saugspannung wiederholt werden, um so eine Saugspannungs-Wassergehalts-Beziehung (Wasserspannungskurve) zu erhalten.